# Мейхью, Патрик
Патрик Барнабас Бёрк Мейхью, барон Мэтью Твисденский (англ. Patrick Barnabas Burke Mayhew, Baron Mayhew of Twysden; 11 сентября 1929, дер. Кукэм, графство Беркшир, Великобритания — 25 июня 2016, графство Кент, Великобритания) — британский государственный деятель, министр по делам Северной Ирландии (1990—1997).

## Биография
Родился в семье публициста-викторианца. 
Получил юридическое образование в Баллиол-колледже Оксфордского университета. Проходил военную службу в 4-м и 7-м полках Королевских шотландских драгунских гвардейских полках. В 1955 г. получив аттестацию в судебном инне Мидл-Темпл стал барристером, а в 1972 г. был назначен королевским адвокатом. Также назначался членом Генерального совета Всеанглийской Ассоциации адвокатов.
В 1970 г. неудачно баллотировался в Палату общин от Консервативной партии, однако в 1974 г. был избран от избирательного округа Royal Tunbridge Wells и оставался в составе палаты до 1997 г.
Неоднократно входил в состав правительства страны:
- 1979—1981 гг. — парламентский статс-секретарь в министерстве занятости,
- 1981—1983 гг. — государственный министр в министерстве внутренних дел,
- 1983—1987 гг. — генеральный солиситор Англии и Уэльса,
- 1987—1992 гг. — генеральный атторней Англии, Уэльса и генеральный атторней Северной Ирландии.

В 1992–1997 гг. - министр по делам Северной Ирландии. На этом посту для разрешения затяжного конфликта предпринял попытку сбалансировать интересы юнионистов и ирландских националистов. 
В 1983 г. был возведен в рыцарское достоинство. После ухода из Палаты общин в 1997 г. королевой Елизаветой II ему было пожаловано пожизненное пэрство и титул барона Твисденского из Килддауна, графство Кент, став членом Палаты лордов. С 1998 по 2006 г. являлся членом исполнительного совета объединения лордов-консерваторов.
В 1997 г. был назначен президентом Колледжа дополнительного образования Западного Кента, президентом Национальной фруктовой выставки (1999—2007). Также являлся председателем Консультативного комитета премьер-министра по деловым встречам (1999—2008), президентом Совета скаутов в Кенте (2000—2009) и Председателем Совета Рочестерского собора (2000—2007).
В 2001 г. он был назначен лордом-наместником Кента, а также директором Support Kent Schools Ltd, компании, основанной в 1998 г. для поддержки и продвижения образовательных стандартов в школах графства Кент и как амбассадор (посланник) Кента для продвижения интересов округа.
В июне 2015 г. он добровольно подал в отставку в соответствии с Законом о реформе Палаты лордов.